# عصمة
العصمة في اللغة هي بمعنى الحفظ والوقاية وفي المصطلح العقائدي وعند علماء الكلام هي ملكة اجتناب المعاصي والخطأ. وهي من المفاهيم القرآنية، حيث وردت لفظة العصمة ومشتقاتها في القرآن الكريم في ثلاثة عشر موضع. يعتقد جميع المسلمين بعصمة الأنبياء بمعنى أن الله حفظ أنبيائه ورسله من الوقوع في الذنوب والمعاصي، وارتكاب المنكرات والمحرمات. لكن العصمة لدی المسلمين الشيعة لها مفهوم اعم واشمل، وهي من أهم الأمور في العقائد الدينية عندهم. حيث انهم لايعتقدون بعصمة الانبياء فحسب بل يعتقدون بعصمة الأئمة الإثنا عشر أيضا بناء على أنهم خلفاء المعصوم. فهم معصومون من جميع المعاصي، صغيرها وكبيرها، من حين الولادة حتى الوفاة، فلا تصدر منهم المعصية حتى سهوا ونسيانا.

## مفهوم العصمة
العصمة في اللغة هي: الحفظ والوقاية؛ لأنّ عَصَمَ يَعصِمُ تعني: حَفِظَ ووقى. إذ العصمة في كلام العرب معناها: المنع. والعاصم: المانع الحامي. وفي المصطلح العقائدي: «لطفٌ يفعلُهُ اللهُ تعالى بالمكلّف، بحيث تمنع منه وقوع المعصية، وترك الطاعة؛ مع قدرته عليهما».
وردت لفظة العصمة في القرآن الكريم - بجميع مشتقاتها المختلفة - ثلاث عشرة مرّة، ونجد في القرآن الكريم مفهوم العصمة بنفس معناه اللغوي؛ فعلى سبيل المثال: حينما يدعو اللّه سبحانه الناس إلى الإيمان يأمرهم بالاعتصام بحبل اللّه، فيقول سبحانه:﴿وَاعْتَصِمُوا بِحَبْلِ اللَّهِ جَمِيعًا وَلَا تَفَرَّقُوا وَاذْكُرُوا نِعْمَةَ اللَّهِ عَلَيْكُمْ إِذْ كُنْتُمْ أَعْدَاءً فَأَلَّفَ بَيْنَ قُلُوبِكُمْ فَأَصْبَحْتُمْ بِنِعْمَتِهِ إِخْوَانًا وَكُنْتُمْ عَلَى شَفَا حُفْرَةٍ مِنَ النَّارِ فَأَنْقَذَكُمْ مِنْهَا كَذَلِكَ يُبَيِّنُ اللَّهُ لَكُمْ آيَاتِهِ لَعَلَّكُمْ تَهْتَدُونَ ۝١٠٣﴾، وفي موقف النبي يوسف وامتناعه عن الاستجابة والامتثال لدعوة امرأة العزيز ومراودتها إيّاه يقول تعالى: ﴿قَالَتْ فَذَلِكُنَّ الَّذِي لُمْتُنَّنِي فِيهِ وَلَقَدْ رَاوَدْتُهُ عَنْ نَفْسِهِ فَاسْتَعْصَمَ وَلَئِنْ لَمْ يَفْعَلْ مَا آمُرُهُ لَيُسْجَنَنَّ وَلَيَكُونًا مِنَ الصَّاغِرِينَ ۝٣٢﴾،
فقد استعملت لفظة العصمة في الآية الأُولى في الإمساك والتحفّظ، وفي الثانية في المنع والامتناع، وكلاهما يرجعان إلى معنى واحد.
وأحياناً يطلق لفظ العصمة على الشيء الذي يمتلك خاصية الوقاية ويمنع الإنسان من الوقوع في ما يكره: ومن هذا المنطلق، أُطلق هذا المصطلح على قمم الجبال، يقول الشيخ المفيد: «إنّ العصمة في أصل اللغة هي ما اعتصم به الإنسان من الشيء كأنّه امتنع به عن الوقوع في ما يكره، ومنه قولهم: اعتصم فلان بالجبل، إذا امتنع به، ومنه سمّيت العصم، وهي وعول الجبال لامتناعها بها.»
كما أن العرب يسّمون الحبل الذي تشدّ به الرحال أو الحمل «العصام»، لأنّه يمنعها من السقوط والتفرّق.

## العصمة عند المسلمين

### عصمة الأنبياء
اتفق المسلمون علی عصمة الانبياء والرسل في تحمّل الرسالة والتبليغ عنها. فهم لا يخطئون في تبليغ دين الله وشريعته في شيء البتة لا كبير ولا قليل. فلا ينسون شيئاً مما أوحاه الله إليهم ولايكتمون منها شيئاً، ولا يزيدون عليه من عند أنفسهم وبذلك لا يضيع شيء من الوحي. كما قال تعالى عن رسول الله:﴿وَمَا يَنْطِقُ عَنِ الْهَوَى ۝٣ إِنْ هُوَ إِلَّا وَحْيٌ يُوحَى ۝٤﴾،
وقد تكفل الله لرسوله أن يقرئه فلا ينسى إلا شيئاً أراد الله أن ينسيه إياه، قال تعالى ﴿سَنُقْرِئُكَ فَلَا تَنْسَى ۝٦ إِلَّا مَا شَاءَ اللَّهُ إِنَّهُ يَعْلَمُ الْجَهْرَ وَمَا يَخْفَى ۝٧﴾.
تعتقد الشيعة الإمامية أيضا علی عصمة الأنبياء من جميع المعاصي، صغيرها وكبيرها، طيلة حياتهم، وهم لايرتكبون الذنوب حتى سهوا ونسيانا، في حين يذهب أهل السنة والجماعة إلى عصمة الأنبياء من الكبائر فحسب، وبعضهم من حين البلوغ، وبعضهم من حين النبوة. لكن اختلفوا في جواز الصغائر عليهم فأطبقت بعض الفرق على أنه لا يجوز وقوعها منهم، وأنهم معصومون من ذلك لأن لا يجوز أن تقع منهم ما ينفر الناس عنهم. وذهب بعض الآخر إلی جواز صدور الذنب الصغير عنهم وزعموا أن الرسل غير معصومين من صغائر الذنوب، وربما تقع منهم أو من بعضهم فيبادرون بالتوبة منها.

### عصمة الملائكة
يؤمن المسلمون بعصمة الملائكة، جميعهم من دون استثناء، لأن ليس لهم شأن إلاّ إجراء الأمر الإلهي في مجراه وتقريره في مستقرّه، فهم مجبولون على الطاعة، ومن ما دل على ذلك قول الله: ﴿يَا أَيُّهَا الَّذِينَ آمَنُوا قُوا أَنْفُسَكُمْ وَأَهْلِيكُمْ نَارًا وَقُودُهَا النَّاسُ وَالْحِجَارَةُ عَلَيْهَا مَلَائِكَةٌ غِلَاظٌ شِدَادٌ لَا يَعْصُونَ اللَّهَ مَا أَمَرَهُمْ وَيَفْعَلُونَ مَا يُؤْمَرُونَ ۝٦﴾ و﴿لَا يَسْبِقُونَهُ بِالْقَوْلِ وَهُمْ بِأَمْرِهِ يَعْمَلُونَ ۝٢٧﴾.

### عصمة القرآن
ضمن اللّه عصمة القرآن من كلّ خطأ وتحريف الألفاظ من الزيادة أو النقصان أو التبديل، كما في صريح قوله:﴿إِنَّا نَحْنُ نَزَّلْنَا الذِّكْرَ وَإِنَّا لَهُ لَحَافِظُونَ ۝٩﴾.
هناك آيات أُخرى تصف القرآن الكريم بأنّه مصون عن الخطأ والاشتباه حيث يقول سبحانه: ﴿لَا يَأْتِيهِ الْبَاطِلُ مِنْ بَيْنِ يَدَيْهِ وَلَا مِنْ خَلْفِهِ تَنْزِيلٌ مِنْ حَكِيمٍ حَمِيدٍ ۝٤٢﴾.، ويقول أيضاً:﴿إِنَّ هَذَا الْقُرْآنَ يَهْدِي لِلَّتِي هِيَ أَقْوَمُ وَيُبَشِّرُ الْمُؤْمِنِينَ الَّذِينَ يَعْمَلُونَ الصَّالِحَاتِ أَنَّ لَهُمْ أَجْرًا كَبِيرًا ۝٩﴾. فهذه الأوصاف ونظائرها تنص على مصونية القرآن من كلّ خطأ وضلال وأنّه يتصدر المرتبة العليا من العصمة والنزاهة.

## العصمة عند المسلمين الشيعة
يرى معظم علماء الشيعة عدم جواز السهو والخطأ على المعصومين ويعلل العلامة الحلي ذلك بأنه: «لو جاز عليه السهو والخطأ، لجاز ذلك في جميع أقواله وأفعاله، فلم يبق وثوق باخباراته عن الله، ولا بالشرائع والأديان، لجواز ان يزيد فيها وينقص سهواً، فتنتفي فائدة البعثة. ومن المعلوم بالضرورة: أن وصف النبي بالعصمة، أكمل وأحسن من وصفه بضدها، فيجب المصير إليه، لما فيه من دفع الضرر المظنون؛ بل المعلوم.»
أما العلامة المجلسي فذهب إلى عصمة الأنبياء وأئمّة أهل البيت والملائكة، وتطهيرهم من الدنس وعدم ارتكابهم الذنوب بشكل مطلق.
وقال الفاضل المقداد: «وأصحابنا حكموا بعصمتهم مطلقاً قبل النبوة وبعدها عن الصغائر والكبائر عمداً وسهواً؛ بل وعن السهو مطلقاً، ولو في القسم الرابع، ونقصد به الأفعال المتعلّقة بأحوال معاشهم في الدنيا مما ليس دينياً.»
ان العصمة من الذنوب تنشأ من العلم القطعي بعواقب المآثم والمعاصي بالنسبة لذلك الذنب كتجنبنا من بعض الأفعال القبيحة نتيجةً لمعرفة الناشئة لتلك الفعل وهذا التجنب عن المعاصي هو محال عادي وليس بمحال عقلي والعصمة المذكورة لا تنافي الإختيار لأصحاب العصمة. كما قال الشيخ مفيد أحد علماء الكبار الشيعة:«وليست العصمة مانعة من القدرة على القبيح ولا مضطرة للمعصوم إلى الحسن، ولا ملجئة له إليه، بل هي الشيء الذي يعلم اللّه تعالى انّه إذا فعله بعبد من عبيده لم يؤثر معه معصية له، وليس كلّ الخلق يُعلم هذا من حاله، بل المعلوم منهم ذلك هم الصفوة والأخيار». فالعصمة هي موهبة الهية يتفضّل بها الله على من يشاء من عباده بعد توفر الأرضية والقابلية المصحّحة لإفاضتها عليهم، وأنّها غير قابلة للتحصيل والكسب أبداً.
فإن لفظة العصمة هي صيانة عباد اللّه الصالحين من الخطأ والعصيان، بل الصيانة في الفكر والعزم، فالمعصوم المطلق من لا يخطأ في حياته ولا يعصي اللّه في عمره ولا يريد العصيان ولا يفكّر به.

### عصمة الأئمة الإثني عشر
يرى الشيعة أن عليًا بن أبي طالب هو وأحد عشر إمامًا من ولده، من زوجته فاطمة بنت النبي محمد، هم أئمة مفترضو الطاعة بالنص السماوي وهم المرجع الرئيسي للمسلمين بعد وفاة النبي، ويطلقون عليهم اسم الأئمَّة أو الخُلفاء الذين يجب اتِّباعهم دون غيرهم طبقًا لأمر من النبي محمد. وهم يعتقدون أن العصمة هي قاعدة أساسية في الإمامة، وهي من المبادئ الأولية في كيانهم العقائدي.
فحسب اعتقادهم إنّ الإمامة هي استمراراً لوظيفة النبوّة والرسالة. والإمام يملأ جميع الفراغات الحاصلة جرّاء رحلة النبيّ، ما عدا تلقي الوحي والإتيان بالشريعة، فإنّ العقل يقتضي أن يكون معصومًا في حفظ شريعة رسول الله، فلذلك عصم الله الائمة من الخطأ والهوى والميول العاطفية، للوثوق الناس بقولهم، والاطمئنان بصحّة كلامهم، فإذا جاز عليهم الخطأ والنسيان والمعصية والخلاف، لم يحصل الوثوق بأفعالهم وأقوالهم، وضعفت ثقة الناس به، فتنتفي الغاية من نصبه التي هي هداية الأُمّة إلى الطريق المهيع. لذلك اعتبر الشيعة صفة العصمة أساسية في الأئمة كما هي أساسية في النبي محمد.
يستدل الشيعة بآية التطهير على وجود العصمة في رسول الله وفي فاطمة الزهراء وأئمتهم من أهل البيت. والآية هي: ﴿وَقَرْنَ فِي بُيُوتِكُنَّ وَلَا تَبَرَّجْنَ تَبَرُّجَ الْجَاهِلِيَّةِ الْأُولَى وَأَقِمْنَ الصَّلَاةَ وَآتِينَ الزَّكَاةَ وَأَطِعْنَ اللَّهَ وَرَسُولَهُ إِنَّمَا يُرِيدُ اللَّهُ لِيُذْهِبَ عَنْكُمُ الرِّجْسَ أَهْلَ الْبَيْتِ وَيُطَهِّرَكُمْ تَطْهِيرًا ۝٣٣﴾.

### الآيات
1. ↑  سورة آل عمران، الآية 103
2. ↑  سورة يوسف، الآية 32
3. ↑  سورة النجم،الآية 3-4.
4. ↑  سورة الأعلى، الآية 6-7.
5. ↑  سورة التحريم، الآية 6
6. ↑  سورة الأنبياء، الآية 27
7. ↑  سورة الحجر، الآية 9
8. ↑  سورة فصلت، الآية 42
9. ↑  سورة الإسراء، الآية 9
10. ↑  سورة الأحزاب، الآية 33